# Yaginumaella versicolor
Yaginumaella versicolor is een spinnensoort uit de familie springspinnen (Salticidae). De soort komt voor in Bhutan.